# 2092 Sumiana
2092 Sumiana (1969 UP) là một tiểu hành tinh vành đai chính được phát hiện ngày 16 tháng 10 năm 1969 bởi L. I. Chernykh ở Đài vật lý thiên văn Crimean.